# Division Beauman
La division Beauman est une formation improvisée du Corps expéditionnaire britannique pendant la Seconde Guerre mondiale, qui a combattu en France contre la 4e armée allemande en juin 1940, pendant le Fall Rot, la dernière offensive allemande de la bataille de France.

### Lectures complémentaires
- Paul Fantom, A Forgotten Campaign: The British Armed Forces in France, 1940 - From Dunkirk to the Armistice, Warwick, Helion, 2021 (ISBN 978-1-914059-01-8)
- V. Rowe, The Great Wall of France: The Triumph of the Maginot Line, London, 1st, 1959 (OCLC 773604722)